# NGC 3033
NGC 3033 је расејано звездано јато у сазвежђу Једра које се налази на NGC листи објеката дубоког неба.
Деклинација објекта је - 56° 24' 42" а ректасцензија 9h 48m 40,0s. Привидна величина (магнитуда) објекта NGC 3033 износи 8,8. NGC 3033 је још познат и под ознакама OCL 796, ESO 167-SC6.